# Station Kwaadmechelen
Station Kwaadmechelen is een voormalige spoorweghalte langs de Belgische spoorlijn 17 (Diest - Beringen-Mijn) in Kwaadmechelen, een deelgemeente van de gemeente Ham.
In 1901 werd de stopplaats Kwaadmechelen geopend. Het beheer gebeurde vanuit het station Oostham. Nadat de halte in 1923 werd afgeschaft, werd ze in 1931 heropend, ditmaal onder het beheer van het station Tessenderlo.
0,0: Diest ·
1,6: Schaffen ·
6,5: Deurne ·
9,7: Tessenderlo ·
13,0: Kwaadmechelen ·
16,0: Oostham ·
20,0: Heppen ·
21,3: Beringen-Mijn